# جان بابتست ساي

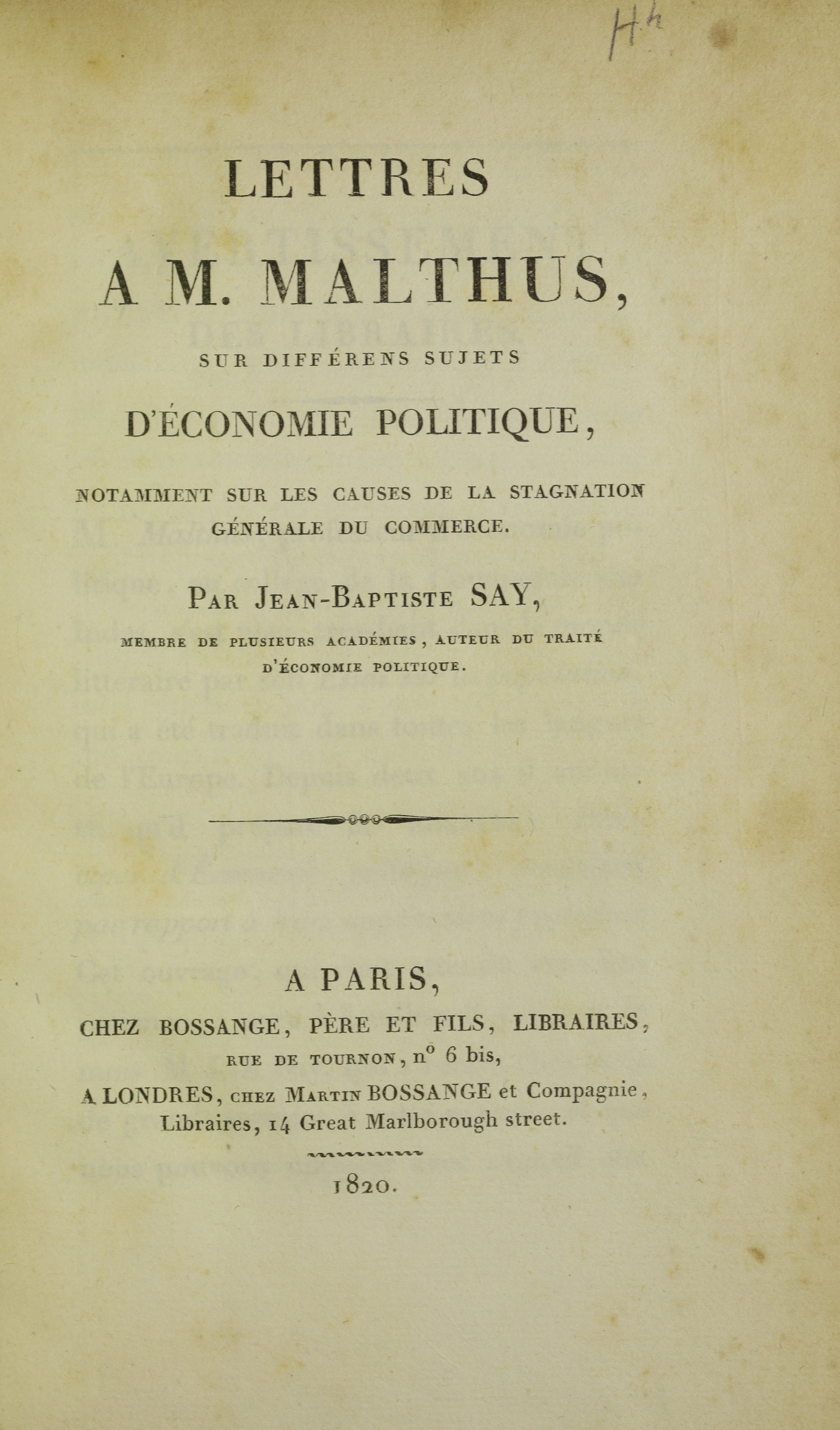
Lettres a M. Malthus, 1820

جان باتيست ساي (Jean Baptiste Say)، هو مفكر وعالم اقتصاد ولد في ليون في 5 يناير 1767 وتوفي في باريس 14 نوفمبر 1832. يعتبر ساي من أبرز أنصار المذهب الحر في القرن التاسع عشر، ومن الذين تميزت أفكارهم بالتحديد والتحليل العميق للظواهر الاقتصادية، وكان متفائلا في آراءه على عكس أنصار هذا المذهب في إنكلترا، من أمثال مالتوس، وريكاردو، وجون ستيوارت ميل، وقد تأثر ساي بأفكار آدم سميث، وهو الذي نقل تعاليمه إلى فرنسا، وهو من أوائل الاقتصاديين الذين بحثوا في القضايا الاقتصادية على ضوء التطورات التي جاءت بها الثورة الصناعية.
وكان من الذين نادوا بضرورة الفصل بين المنظم والرأسمالي، وتناولت شروحاته ونظرياته ماهية القانون الاقتصادي، وأثبت وجود علاقة ثابتة ومستمرة بين الظواهر الاقتصادية، وهو القائل بقانون المنافذ أو قانون تصريف المنتجات الذي يتلخص في أن المنتجات تستبدل بمنتجات وان النقود ما هي إلا وسيلة وواسطة.
كما أعتبر الخدمات تمثل ثروة كالأموال المادية، وهو بهذا قضى على الأفكار السابقة التي لم تعتمد الخدمات أو الأموال غير المادية من مكونات الثروة.
يلخص ساي قانونه في علم الاقتصاد في عبارة (إن العرض يخلق الطلب الخاص به).

## نشأته
ولد ساي في ليون. ولد والده جين إتيان ساي لعائلة بروتستانتية انتقلت من نيم إلى جنيف لبعض الوقت في أعقاب إلغاء مرسوم نانت. كان من المقرر أن يلتحق ساي بمهنة تجارية وأُرسل مع أخيه هوراس لإكمال تعليمه في إنجلترا في عام 1785. أقام لفترة في كرويدون وبعد ذلك في فولهام (في أعقاب زيارة عودة إلى فرنسا). خلال الفترة الأخيرة، جرى توظيفه على التوالي في شركتين للتجارة بالسكر في لندن، جيمس بايلي وشركاؤه وصامويل وويليام هيبرت. في نهاية عام 1786، رافق صامويل هيبرت في رحلة إلى فرنسا انتهت في ديسمبر مع وفاة هيبرت في نانت. عاد ساي إلى باريس، حيث وجد عملًا في مكتب شركة تأمين على الحياة بإدارة إتيان كلافيير. أصبح شقيقه لويس أوغست (1774-1840) خبيرًا اقتصاديًا.

## الكتابات والتدريس وريادة الأعمال
تمثلت أولى محاولات ساي الأدبية في تأليف كتيب عن حرية الصحافة، نُشر في عام 1789. عمل في وقت لاحق بإشراف ميرابو في محكمة بروفانس. في عام 1792، تطوع في حملة شامبانيا. في عام 1793، لقب نفسه باسم أتيكوس المستعار تماشيًا مع الثورة الفرنسية وأصبح سكرتير إتيان كلافيير، وزير المالية آنذاك.
من عام 1794 إلى عام 1800، حرر دورية بعنوان لا ديكيد فسلوسوفيك ليتيرير إيت بوليتيك، عرض فيها مذاهب آدم سميث. في هذا الوقت، اكتسب سمعة بصفته ناشرًا وعندما أُنشئت الحكومة القنصلية في عام 1799، جرى اختياره واحدًا من 100 عضو في المحكمة، واستقال من رئاسة تحرير ديكيد. في عام 1800، نشر ساي كتابًا بعنوان مقالة عن طرق إصلاح أخلاقيات الأمة. في عام 1803، نشر عمله الرئيسي بعنوان إنتاج الثروة وتوزيعها واستهلاكها. بعد أن أثبت عدم رغبته بالتنازل عن معتقداته لصالح نابليون، أُقيل ساي من عضوية المحكمة في عام 1804. تحول اهتمامه إلى الأنشطة الصناعية وبعد أن تعرف على عمليات تصنيع القطن، أنشأ مصنعًا لغزل القطن في أوتشي ليه هيسدين في باد كاليه ووظف فيه نحو 400-500 شخص، معظمهم من النساء والأطفال. كرس وقت فراغه لمراجعة رسالته الاقتصادية التي نفدت نسخها المطبوعة، ولكن نظام رقابة الدولة القائم منعه من إعادة نشرها.
في عام 1814، استفاد ساي من الحرية النسبية المنبثقة عن دخول القوى المتحالفة إلى فرنسا ونشر طبعة ثانية من العمل المكرس للإمبراطور ألكسندر الأول من روسيا، الذي أعلن نفسه تلميذًا له. في نفس العام، أرسلته الحكومة الفرنسية لدراسة الوضع الاقتصادي للمملكة المتحدة. ظهرت نتائج ملاحظاته في عمل بعنوان من الإنجليز والإنجليزية. أصدر نسخة ثالثة من رسالته في عام 1817.
مُنح منصب أستاذية الاقتصاد الصناعي في المعهد الوطني للفنون والحرف في عام 1819. في عام 1825، أصبح عضوًا في مجلس تحسين الكلية العليا للتجارة والصناعة، وهي واحدة من أوائل كليات إدارة الأعمال في العالم، والتي تُعتبر في وقتنا هذا من أقدم كليات إدارة الأعمال في العالم. مع ذلك، وضح الباحث الفرنسي أدريان جان غاي باسانت أن جان بابتست ساي ليس مؤسس كلية إدارة الأعمال هذه. في عام 1831، أصبح أستاذًا في الاقتصاد السياسي في كوليج دو فرانس. في الفترة من 1828 إلى 1830، نشر كتابًا بعنوان المسار الكامل في الاقتصاد السياسي العملي.

## وفاته
توفي ساي في عام 1832م.

## روابط خارجية
- جان بابتست ساي على موقع الموسوعة البريطانية (الإنجليزية)